# Easy Allies
Easy Allies (abreviado como EZA) é um site on-line de jogos eletrônicos que inclui cobertura de notícias, resenhas, vídeos de jogos dirigidos por personalidades e séries cômicas curtas, criado por um grupo de ex-funcionários da GameTrailers. Desde a aquisição de seu novo estúdio, o grupo está sediado em Culver City, Califórnia. O site foi considerado a 'Publicação mais confiável de 2016' pelo agregador de resenhas de jogos eletrônicos OpenCritic.

## História
Após o fechamento da GameTrailers pela Defy Media em fevereiro de 2016, nove ex-funcionários em tempo integral, incluindo o cofundador da GameTrailers e o principal locutor Brandon Jones, se uniram para lançar um novo site que permitiria ao grupo "fazer o que [quisessem] fazer". O novo empreendimento, Easy Allies, foi lançado em 21 de março de 2016. Os custos operacionais são atendidos principalmente por meio de financiamento coletivo via Patreon, com apoio de patrocinadores chegando a 40 mil dólares por mês dentro de três meses após o lançamento.
Todas as marcas registradas e direitos autorais relevantes para a marca GameTrailers permaneceram sob propriedade da Defy Media após o fechamento do site. Isso significava que a Easy Allies, apesar de se posicionar como sucessora espiritual da GameTrailers, não conseguiu reutilizar os nomes dos programas estabelecidos enquanto estava sob a bandeira da GameTrailers. Este obstáculo foi reconhecido por Jones em uma entrevista para o Patreon em maio de 2016, onde ele comentou que seu discurso original para os patrocinadores era "você conhece o programa, nós vamos apenas mudar o título". A marca GameTrailers e todos os ativos associados foram adquiridos pela IGN em maio de 2016.
Em novembro de 2017, vários patrocinadores retiraram seu apoio ao Easy Allies após uma aparição de Jones no Fireside Chats, uma série no YouTube hospedada por Colin Moriarty, ex-jornalista da IGN. Moriarty enfrentou críticas no início daquele ano por causa de uma postagem que fez na rede social Twitter que muitos consideraram sexista.
Em dezembro de 2018, por atingirem uma meta definida de 50 mil dólares por mês no Patreon, eles anunciaram que haviam adquirido um estúdio. A Easy Allies transferiu a produção para o estúdio um mês depois, em 29 de janeiro de 2019. Em março de 2020, Kyle Bosman anunciou que estava deixando a empresa.
Em 21 de março de 2022, o sexto aniversário do lançamento da Easy Allies, Jones anunciou que se aposentaria do site e do jornalismo de jogos eletrônicos em maio do mesmo ano, embora ele continuasse a fornecer narrações para alguns de seus conteúdos de vídeo. A empresa também afirmou no Patreon que os cofundadores Isla Hinck e Daniel Bloodworth foram nomeados co-chefes da Easy Allies dois meses antes para criar uma estrutura de empresa mais solidificada.

## Operações atuais
A Easy Allies opera na Califórnia, Estados Unidos. Além de publicar resenhas de jogos eletrônicos, a Easy Allies já produziu (entre outras coisas) podcasts com foco em jogos eletrônicos e filmes, uma série investigativa sobre mitos de jogos, um programa semanal de RPG de Dungeons & Dragons e uma websérie animada com a voz de Amanda Troop. A Easy Allies regularmente também realiza transmissões ao vivo de jogos na Twitch e tem utilizado isso para solicitar doações para caridade de seus fãs, ajudando a arrecadar mais de 12 mil dólares para a The AbleGamers Foundation em julho de 2018.
A Easy Allies atua como membro do júri votante do The Game Awards desde 2017, e participou como um dos jurados do Game Critics Awards de 2018 e 2019.